# Tapani Valkonen
Yrjö Tapani Valkonen, född 26 december 1941 i Loimaa, är en finländsk sociolog.
Valkonen blev politices doktor 1970. Han var 1971–1977 biträdande professor i sociologi vid Helsingfors handelshögskola och blev 1977 professor i sociologi, särskilt demografi, vid Helsingfors universitet; forskarprofessor vid Finlands Akademi 1991–1996 och 2000–2004 innehavare av en föränderlig tidsbunden professur i stadsforskning vid Helsingfors universitet. År 1991 utnämndes han till ledamot av Finska Vetenskapsakademien.
Han har genom sin verksamhet haft ett starkt inflytande på uppkomsten av nya infallsvinklar i forskningen kring socioekonomiska och regionala skillnader i dödlighet. 